# Krähenbach (Kammel)
Der Krähenbach (auch Krehbach genannt) ist ein über 7 km langer rechter Nebenfluss der Kammel. Über die Kammel und die Mindel ist er ein indirekter rechter Nebenfluss der Donau in Bayern. Der Fluss ist ein Gewässer dritter Ordnung.

## Verlauf
Die Quelle des Krähenbachs befindet sich zwischen Naichen (Gemeinde Neuburg an der Kammel) und Kemnat (Gemeinde Burtenbach) im Wald. Ungefähr die ersten vier Kilometer fließt der Bach in nördlicher Richtung. Danach fließt er in einem Bogen in Richtung Westen, erreicht und durchfließt die Ortschaft Ettenbeuren (Gemeinde Kammeltal) und mündet schließlich am westlichen Ortsrand in die Kammel.